# Дебрецин
Дебрецин (мађ. Debrecen /ˈdɛbrɛtsɛn/) је други по величини град у Мађарској, после Будимпеште. Дебрецин је регионални центар Велике северне равнице и главни град жупаније Хајду-Бихар.
То је био највећи мађарски град у 18. веку и то је један од најзначајнијих културних центара Мађара. Дебрецин је био и главни град Мађарске током револуције (1848—1849) и при крају Другог светског рата (1944—1945).
Град има 204.297 становника према попису из 2005. године.

## Порекло назива
Први помен данашњег назива града јавља се 1235. године као Debrezun. Ова реч је турског порекла и значи “живот” или “покрет”. Постоје претпоставке да је назив куманског порекла, као и словенског порекла. Из мађарске верзије изведени су називи на другим језицима: Дебрецин (Debreţin) на румунском, Дебрецин (Debrezin) на немачком и Дебрецин на српском језику.

## Географија
Град Дебрецин се налази у источном делу Мађарске, на 25 км од румунске границе. Од престонице Будимпеште град је удаљен 220 км источно. Са Будимпештом је повезан добрим саобраћајним везама (магистрална пруга Будимпешта — Букурешт, савремени ауто-пут М3).
Град Дебрецин се налази у источном делу Панонске низије и нема реку. Клима у граду је умерено континентална.

## Историја
По доласку Мађара у Панонију на месту данашњег града образовало се сеоско насеље. 1361. године краљ Лајош I Анжујски дао је Дебрецину градска права, што је омогућило бржи развој града. У 15. веку град је постао посед Бранковића, касније породице Хуњади.
У 16. веку град је пао под Османлије и остао дуго погранични град ка угарској кнежевини Ердељу (1541—1693). Вештом дипломатијом и отвореношћу грађани Дебрецина су сачували град од уништења. Отвореност је била и ка новој вероисповести — калвинизму, па је град веома брзо назван „Калвинистичким Римом“.
Аустријски цар Леополд I је 1690. године дао привилегије Србима и Грцима староседеоцима Дебрецина. Била је то потврда права датих тамошњим Србима трговцима од 1. јула 1667. године.
Године 1693. Леополд I Хабзбуршки ослободио је Дебрецин турске власти и град је одмах добио градска права. Званично је постао слободан царски и краљевски град 1715. године. Са хабзбуршком влашћу вратила се и католичка црква. Град у 18. веку се брзо развијао и постао важно културно, привредно и управно средиште.
Током Револуције 1848-1849. године Дебрецин је имао значајну улогу, али није значајније страдао. Код града се одиграла једна од завршних битака током револуције, када је руска војска, као помоћ Хабзбурзима, поразила мађарске устанике.
После Револуције град се брзо подигао, и већ 1857. године добио железничку везу са Будимпештом. Такође, у ово време подигнуте су многе нове грађевине, а град се и бројчано повећавао.
Српска омладина која се школовала у Дебрецину, имала је 1866. године своју "Дружину 'Тићевци'". Она је улазила у састав шире "Уједињене омладине српске". У њему је уочи Савиндана 1867. године било само седам чланова, али се одржавају редовне седнице, на којима свако учествује. Студент Бекић је имао лепа излагања из историје. У тамошњој Колегијалној дворани одржан је парастос српском добротвору Сави Текелији, који је 1842. године посетио Дебрецин и свидело му се певање на том Колегијуму. Зато је дао 1000 форинти прилога од чије се камате награђују најбољи певачи. Од тада сваке године му држе парастос и Мађари, у знак пијетета. Професор теологије М. Тот одржао је 1867. године леп говор о животу и заслугама Текелијиним.
После Првог светског рата град се прво нашао у власти румунске војске (1919), а после враћања новооснованој мађарској републици је постао погранични, што успорава развој града. Нови прекид десио се крајем Другог светског рата, када је Дебрецин тешко страдао од савезничког бомбардовања и при уласку совјетске војске у град крајем 1944. године. Као последица бомбардовања у августу 1944. уништено је или тешко оштећено више од 50% објеката града.
Након рата град је постепено обновљен и током друге половине века поново је доживео развој и раст становништва (са 120 хиљада после рата на 210 хиљада почетком 90их година). Током протеклих година транзиције, због неповољног положаја на граници са слабије развијеним суседом, град је доживео дубљу кризу него други градови у држави.

## Становништво
По процени из 2017. у граду је живело 201.981 становника.
| 1990.   | 2001.   | 2011.   | 2017.   |
| ------- | ------- | ------- | ------- |
| 212,235 | 211,034 | 211,320 | 201,981 |

Дебрецин је други град по величини у држави (претекавши Мишколц пре 10ак година). Град последњих година поново расте захваљујући подстицању економије на све важнијој прометној вези Будимпешта — Букурешт.
Становништво Дебрецина махом чине Мађари — 95%. По вероисповести већина у граду су протестанти — калвинисти, који су 2,5 пута бројнији од католика. Због тога се Дебрецин сматра духовним средиште протестантизма у Мађарској.

## Привреда

### Саобраћај
Град је некада био донекле изолован од Будимпеште, мађарског саобраћајног средишта. Завршетком аутопута М35 до Будимпеште се стиже за 2 сата. Дебрецински аеродром (други по величини у Мађарској) је недавно модернизован како би могао да оперише са више међународних летова, иако скоро сви летови за и из Мађарске и даље користе Феријеги аеродром у Будимпешти (данас се зове Франц Лист интернационални аеродром у Будимпешти). Градови до којих се може доћи авионом из Дебрецина су Ајндховен, Лондон и Милано. Најближи аеродром са заказаним летовима је аеродром у Орадеи у Румунији (1 сат и 20 минута од Дебрецина).
Постоји много железничких станица у Дебрецину, од којих је најзначајнија главна станица Дебрецина. Било је, такође, неких побољшања на прузи која спаја Дебрецин са престоницом као део Националног развојног плана ЕУ у Мађарској.
Близина Дебрецина са Украјином и Румунијом омогућава овом граду да се развија као важан трговачки и саобраћајни центар за шири међународни регион.
Локални превоз у граду састоји се од аутобуса, тролејбуса и трамваја, омогућен од стране ДКВ-а (Debreceni Közlekedési Vállalat/Саобраћајно предузеће у Дебрецину).

## Култура
Захваљујући реформацији и престижном Калвинистичком колеџу, основаном 1538. године, Дебрецин је био интелектуални и културни центар околине од 16. века. Кроз векове је колеџ трансформисан у универзитет и његов интелектуални живот је развио сферу утицаја између Егера и Орадее. 1949/1950. неколико одељења универзитета је затворено, због комунистичког преузимања власти, и тада је много ученика и професора било избачено. Универзитет у Дебрецину, како се сада зове, је још увек широко признат архитектонски рад (углавном захваљујући главној згради). Универзитет има много одељења и главно је истраживачко постројење у Европи. Универзитет је познат по лабораторији за истраживање кактуса у Ботаничкој башти иза главне зграде.
У другој половини 19. века град је привукао неколико познатих личности. Ендре Ади, Ђула Круди и Арпад Тот, сви су започели своје новинарске каријере у Дебрецину. Истакнуте књижевне личности из града укључују Магду Сабо и Габора Олаха. Један он најпознатијих мађарских песника, Михаљ Чоконаи Витез, родио се и живео у овом граду. Градско позориште, изграђено 1865, добило је име по њему 1916. Прослављена глумица Лујза Блаха је међу онима који тамо изводе.
Дебрецин има велику музичку сцену и дом је групе Tankcsapda, једне од најпопуларнијих и најуспешнијих мађарских рок група. У граду постоји и рок школа која нуди обуку и менторство за младе музичаре. Градски медији укључују новине Напло, два ТВ канала, низ локалних радио станица и неколико компанија и удружења које производе медијски материјал.
Дебрецин је место важног хорског такмичења, Бела Барток интернационалног хорског такмичења, и члан је Европског Гран Прија за хорско певање. Сваког августа град је домаћин фестивала цвећа.

## Спорт
Град има славни фудбалски клуб, Дебрецин, који тренутно има најбољи недавни рекорд у Мађарској. Његови резултати укључују освајање националног првенства у сезонама 2004/2005, 2005/2006, 2006/2007, 2008/2009, 2009/2010 и 2011/2012. Стадион, који смешта више од 10 000 људи, налази се у Олах Габор улици, у градском парку. Боја дресова тима код куће је црвена, док је у гостима бела. Постоје планови за велики нови стадион који ће бити изграђен у граду и служити овом клубу као домаћи терен. Отварање новог стадиона је планирано за март 2014. Мађарска влада је обезбедила целу суму (12,5 милијарди форинти) и градња је започета септембра 2012. Овде постоје ФК Бочкаји и Стадион Нађерде.
Град је био домаћин неколико међународних спортских догађаја у протеклих неколико година, као што су Друго светско првенство за младе у атлетици (јул 2001) и прво светско првенство у полумаратону (октобар 2006). Европско првенство у пливању у малим базенима (2007) и светско првенство у спортској гимнастици 2002. године је такође било одржано у овом граду. Недавно, Дебрецин је био град домаћин 31. европског првенства у воденим спортовима (2012).

## Градови побратими
- Католика, Италија
- Јивескиле, Финска
- Клајпеда, Литванија
- Лублин, Пољска
- Њу Брансвик, САД
- Велики Варадин, Румунија
- Падерборн, Немачка
- Патра, Грчка
- Ришон Лецион, Израел
- Сетубал, Португал
- Санкт Петербург, Русија
- Шумен, Бугарска
- Сиктивкар, Русија
- Тајтунг, Тајван